# Pilar Seurat
Pilar Seurat (gebürtig Rita Hernandez; * 25. Juli 1938 in Manila, Philippinen; † 2. Juni 2001 in Los Angeles, Kalifornien, USA) war eine philippinische Filmschauspielerin und Tänzerin.

## Leben
Seurat zog bereits in ihrer Kindheit nach Los Angeles und begann früh bei Ken Murrays Blackouts, einer renommierten Tanzgruppe, mitzuwirken. In den späten 1950er Jahren begann sie mit der Schauspielerei. Sie war häufig gefragt, wenn eine asiatische Frau für eine Rolle gesucht wurde.
Pilar Seurat war zweimal verheiratet. Von 1959 bis 1963 war der Filmproduzent Don Devlin ihr Ehemann, zwischen 1970 und 1981 der Drehbuchautor Don Cerveris. Mit Don Devlin hatte sie einen gemeinsamen Sohn, Dean, der als Autor von Independence Day und Stargate bekannt geworden ist.
Pilar Seurat verstarb im Juni 2001 im Alter von 62 Jahren an Lungenkrebs.

## Filmografie (Auswahl)

### Fernsehserien
- 1959: Hawaiian Eye (eine Folge)
- 1960: Maverick (eine Folge)
- 1961: Checkmate (eine Folge)
- 1961: King of Diamonds (eine Folge)
- 1962: Gnadenlose Stadt (Naked City, zwei Folgen)
- 1963: Alfred Hitchcock präsentiert (The Alfred Hitchcock Hour, eine Folge)
- 1964: Ben Casey (eine Folge)
- 1964: Temple Houston (eine Folge)
- 1964: Preston & Preston (The Defenders, eine Folge)
- 1964: Amos Burke (eine Folge)
- 1965: Tennisschläger und Kanonen (I Spy, eine Folge)
- 1965: Die Seaview – In geheimer Mission (Voyage to the Bottom of the Sea, eine Folge)
- 1965–1970: FBI (The F.B.I., fünf Folgen)
- 1966: Verrückter wilder Westen (The Wild Wild West, eine Folge)
- 1966: Auf der Flucht (The Fugitive, eine Folge)
- 1966: Solo für O.N.C.E.L. (The Man from U.N.C.L.E., eine Folge)
- 1966/1968: Die Leute von der Shiloh Ranch (The Virginian, zwei Folgen)
- 1967: Raumschiff Enterprise (Star Trek, eine Folge)
- 1967: High Chaparral (eine Folge)
- 1969: Mannix (eine Folge)
- 1970: Hawaii Fünf-Null (Hawaii Five-O, eine Folge)
- 1972: Bonanza (eine Folge)

### Spielfilme
- 1961: Die jungen Wilden (The Young Savages)
- 1961: Flucht aus der Hölle (Seven Women from Hell)
- 1971: A Death Of Innocence (Fernsehfilm)